# Masacre al convoy médico Hadassah

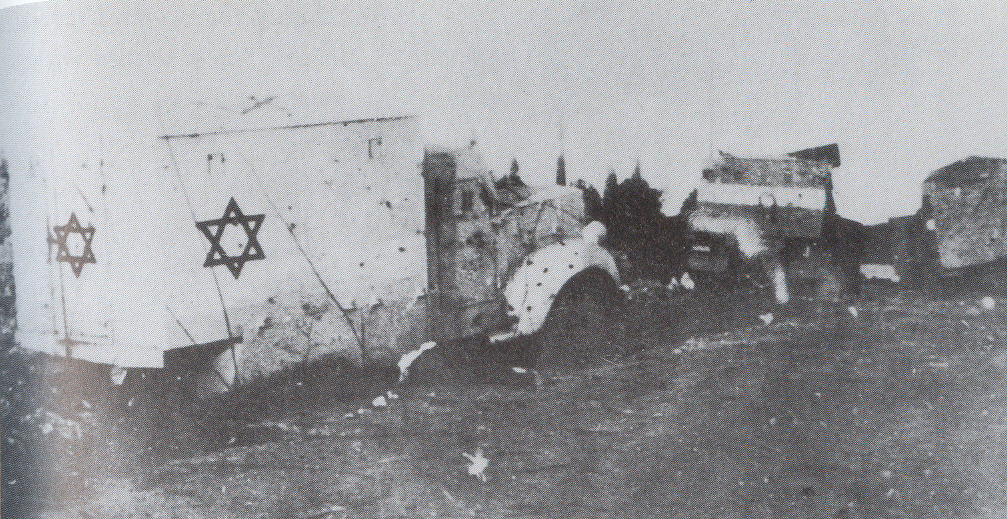
Vehículos del convoy tras el ataque.

La masacre al convoy médico Hadassah tuvo lugar el 13 de abril de 1948, en el marco de la guerra civil durante el Mandato de Palestina. Fue perpetrada por fuerzas árabes, que tendieron una emboscada contra un convoy civil con suministros médicos y personal para el Hospital Hadassah del Monte Scopus. Setenta y nueve judíos, la mayoría médicos y enfermeras, fueron asesinados en el ataque, que fue interpretado como una represalia por la masacre de Deir Yassin, perpetrada pocos días antes por fuerzas del Irgún y del Leji.

## Bloqueo al Monte Scopus
En 1948, tras el Plan de Partición de las Naciones Unidas y la previsión de la declaración de independencia de Israel, Jerusalén fue bloqueado por los árabes, consecuentemente también el acceso al Hospital Hadassa y el campus de la Universidad Hebrea en el Monte Scopus. El único acceso era a través de una estrecha carretera, de un kilómetro y medio de largo. A las 2:05 p. m. del 2 de marzo de 1948, el operador del Hospital Hadassah en Jerusalén recibió una llamada telefónica de un árabe advirtiendo que el hospital sería volado dentro de 90 minutos. Nada sucedió aquel día, pero las intenciones de los árabes se hicieron evidentes.
En una conferencia de prensa el 17 de marzo, el líder de las fuerzas árabes en Jerusalén, Abdelkader al-Husayni, amenazó con que el Hospital Hadassah y la Universidad Hebrea serían capturados o destruidos. Los francotiradores árabes disparaban a todos los vehículos que se desplazaban a lo largo de la ruta de acceso, convirtiéndose esto en un acontecimiento ordinario, y también fueron sembradas minas en la carretera. Cuando los alimentos y suministros en el hospital comenzaron a escasear, un gran convoy de provisiones y de suministros médicos fue organizado para enviar al asediado hospital. A pesar de que el comandante británico de Jerusalén aseguró a los judíos que el camino era seguro, los comandantes del sector de la Haganá en Jerusalén aconsejaron un aplazamiento debido a la alta tensión en la zona. Sin embargo, el personal del hospital decidió continuar con los planes de convoy.

## El ataque
El 13 de abril, un convoy con dos vehículos escolta de la Haganá, dos ambulancias y dos autobuses se dirigieron para el hospital en las primeras horas de la mañana. Aproximadamente a las 9:45, el principal vehículo fue alcanzado por una mina y el convoy fue atacado por atacantes árabes abriendo fuego de ametralladora. Posteriormente empezaron fugas de gasolina en los autobuses , que se incendiaron por cócteles Molotov (bombas de gasolina). Las fuerzas británicas llegaron a socorrer al convoy, pero solo tenían recursos limitados. Uno de los primeros hombres en la escena principal fue Jack Churchill, que se ofreció a evacuar a los miembros del convoy en un APC. Su oferta fue rechazada creyendo que la Hagana vendría en su ayuda. Cuando no llegó el socorro, Churchill y sus 12 hombres hicieron frente a los intensos ataques de cientos de árabes. Tras la matanza, Churchill supervisó la evacuación de 700 pacientes y el personal del hospital.

## Víctimas
Setenta y nueve judíos fueron asesinados por disparos de armas de fuego durante los combates o se quemaron en los vehículos cuando estos fueron incendiados. Veinte de ellos eran mujeres. Entre los muertos estaban el doctor Chaim Yassky, director del hospital y el doctor Moshe Ben-David, programado para dirigir la nueva escuela de medicina, (que fue creada por la Universidad Hebrea en la década de 1950). 
Muchos de los cuerpos resultaron tan quemados que no pudieron ser identificados, siendo enterrados en una fosa común en el cementerio en Sanhedria, Jerusalén. Durante muchos años el número de víctimas se creyó que eran 78, pero recientemente se confirmó que habían sido 79. Un soldado británico también resultó muerto en el ataque.

## Consecuencias
Tras el ataque, los convoyes no pudieron llegar al hospital debido a los continuos ataques en la carretera, a pesar de las garantías británicas de asistencia. La situación en el recinto se convirtió en sombría, por lo que se tomó la decisión de evacuar el hospital a principios de mayo, dejando una plantilla de 200 personas y una reducción de 50 camas. El hospital fue cerrado de manera efectiva a finales de mayo, debido a que no podrían llegar los suministros, aunque un pequeño número de médicos y estudiantes se mantuvo. En julio, un acuerdo fue elaborado en el Monte Scopus, donde se convirtió en una zona de la ONU, con 84 policías judíos asignados a la guardia del entonces acosado hospital. 
En el acuerdo de armisticio con Jordania, firmado el 3 de abril de 1949, el hospital se convirtió en un enclave israelí desmilitarizado, con un pequeño adyacente de tierra de nadie (conteniendo un cementerio militar de los aliados en la Primera Guerra Mundial, bajo control británico) y el resto del Monte Scopus en Jerusalén oriental pasó a manos jordanas. El gobierno israelí y los donantes del Hadassa luego re-fundaron el hospital en Jerusalén occidental, con el personal original (Hospital Hadassah Ein Kerem). 
El hospital Monte Scopus reanudó los servicios médicos después de la Guerra de los Seis Días. 
En el sexagésimo aniversario de la matanza, la ciudad de Jerusalén nombró una calle en honor del doctor Chaim Yassky, entonces Director del hospital, que encabezaba el convoy.